# رودسین ریجبک
رودسین ریجبک (انگلیسی: Rhodesian Ridgeback)
این اصالتاً از جنوب آفریقاست. و از مشخصه‌هایش توانایی محفاظت از شکاری که صاحبش گرفته، در برابر شیرها است. این سگ شکاری نیمه اهلی، وفادار و باهوش است اما از غریبه‌ها خوشش نمی‌آید. لازم است با آن‌ها به خوبی مدارا شود و خوب تربیت شوند. از آموزش‌های سختگیرانه خودداری شود و در عوض مهارت‌های اجتماعی آن‌ها تقویت شود، زیرا می تواتند بسیار حساس متهاجم شده و به افراد حمله کنند.